# Rajd Wielkiej Brytanii 2002
Rezultaty Rajdu Wielkiej Brytanii (58th Network Q Rally of Great Britain ), eliminacji Rajdowych Mistrzostw Świata w 2002 roku, który odbył się w dniach 14–17 listopada. Była to czternasta, ostatnia runda czempionatu w tamtym roku i ósma szutrowa, a także szósta w Junior WRC. Bazą rajdu było miasto Cardiff. Zwycięzcami rajdu została norwesko-brytyjska załoga Petter Solberg i Phil Mills w Subaru Imprezie WRC. Wyprzedzili oni estońsko-brytyjską załogę Markko Märtina i Michaela Parka w Fordzie Focusie WRC oraz Hiszpanów Carlosa Sainza i Luísa Moyę, także w Fordzie Focusie WRC. Z kolei w Junior WRC zwyciężyli Hiszpanie Daniel Solà i Alex Romaní, jadący Citroënem Saxo VTS S1600.
Rajdu nie ukończyło ośmiu kierowców fabrycznych. Kierowca Peugeota 206 WRC Brytyjczyk Richard Burns odpadł na 10. odcinku specjalnym z powodu wypadku. Jego partner z zespołu Fin Marcus Grönholm zrezygnował z jazdy na tym samym oesie po wypadnięciu z trasy. Kierowca Mitsubishi Lancera WRC Francuz François Delecour odpadł na tym samym oesie, również na skutek wypadku. Rajdu nie ukończyło dwóch innych kierowców fabrycznego Mitsubishi. Brytyjczyk Justin Dale miał wypadek na 3. oesie, a Fin Jani Paasonen na 10. oesie. Kierowca Hyundaia Accenta WRC Niemiec Armin Schwarz zrezygnował z jazdy na 8. oesie z powodu złego stanu zdrowia pilota Manfreda Hiemera. Szwed Thomas Rådström jadacy Citroënem Xsarą WRC doznał awarii silnika na 8. oesie, a jego partner z zespołu Francuz Sébastien Loeb – awarii zawieszenia na 16. oesie.

## Klasyfikacja ostateczna
| Miejsce                     | Zawodnik                  | Pilot                     | Samochód                  | Czas                      | Strata                    | Grupa                     | Punkty                    |
| WRC (pierwsza dziesiątka)   | WRC (pierwsza dziesiątka) | WRC (pierwsza dziesiątka) | WRC (pierwsza dziesiątka) | WRC (pierwsza dziesiątka) | WRC (pierwsza dziesiątka) | WRC (pierwsza dziesiątka) | WRC (pierwsza dziesiątka) |
| --------------------------- | ------------------------- | ------------------------- | ------------------------- | ------------------------- | ------------------------- | ------------------------- | ------------------------- |
| 1.                          | Petter Solberg            | Phil Mills                | Subaru Impreza WRC        | 3:30:36.4                 |                           | A8 M                      | 10                        |
| 2.                          | Markko Märtin             | Michael Park              | Ford Focus WRC            | 3:31:00.8                 | +24.4                     | A8 M                      | 6                         |
| 3.                          | Carlos Sainz              | Luís Moya                 | Ford Focus WRC            | 3:32:12.1                 | +1:35.7                   | A8 M                      | 4                         |
| 4.                          | Tommi Mäkinen             | Kaj Lindström             | Subaru Impreza WRC        | 3:33:13.9                 | +2:37.5                   | A8 M                      | 3                         |
| 5.                          | Colin McRae               | Derek Ringer              | Ford Focus WRC            | 3:33:37.9                 | +3:01.5                   | A8 M                      | 2                         |
| 6.                          | Mark Higgins              | Bryan Thomas              | Ford Focus WRC            | 3:35:38.3                 | +5:01.9                   | A8                        | 1                         |
| 7.                          | Harri Rovanperä           | Risto Pietiläinen         | Peugeot 206 WRC           | 3:35:52.2                 | +5:15.8                   | A8 M                      |                           |
| 8.                          | Freddy Loix               | Sven Smeets               | Hyundai Accent WRC        | 3:35:52.3                 | +5:15.9                   | A8 M                      |                           |
| 9.                          | Juha Kankkunen            | Juha Repo                 | Hyundai Accent WRC        | 3:36:05.5                 | +5:29.1                   | A8 M                      |                           |
| 10.                         | Toni Gardemeister         | Paavo Lukander            | Škoda Octavia WRC         | 3:36:39.3                 | +6:02.9                   | A8 M                      |                           |
| JWRC (punktujący zawodnicy) |                           |                           |                           |                           |                           |                           |                           |
| 1. (21.)                    | Daniel Solà               | Alex Romaní               | Citroën Saxo VTS S1600    | 4:03:06.6                 |                           | A6                        | 10                        |
| 2. (23.)                    | Niall McShea              | Michael Orr               | Opel Corsa S1600          | 4:06:05.9                 | +2:59.3                   | A6                        | 6                         |
| 3. (24.)                    | Giandomenico Basso        | Luigi Pirollo             | Fiat Punto S1600          | 4:00:06.4                 | +1:56.9                   | A6                        | 4                         |
| 4. (25.)                    | Janne Tuohino             | Petri Vihavainen          | Citroën Saxo VTS S1600    | 4:06:26.2                 | +3:19.6                   | A6                        | 3                         |
| 5. (27.)                    | Jussi Välimäki            | Tero Gardemeister         | Citroën Saxo VTS S1600    | 4:08:34.4                 | +5:27.8                   | A6                        | 2                         |
| 6. (29.)                    | Andrea Dallavilla         | Giovanni Bernacchini      | Citroën Saxo VTS S1600    | 4:09:26.8                 | +6:20.2                   | A6                        | 1                         |

1. ↑  Litera M przy oznaczeniu grupy do której należy samochód oznacza, iż tylko ci kierowcy zdobywali punkty dla swoich zespołów liczonych w klasyfikacji producentów na koniec sezonu.

## Zwycięzcy odcinków specjalnych
| Dzień      | Odcinek | G. rozp. | Nazwa         | Długość | Zwycięzca         | Czas    | Lider rajdu     |
| ---------- | ------- | -------- | ------------- | ------- | ----------------- | ------- | --------------- |
| 1 (14 LIS) | SS1     | 19:30    | Cardiff SSS 1 | 2.45km  | Markko Märtin     | 2:07.7  | Markko Märtin   |
| 2 (15 LIS) | SS2     | 07:44    | Brechfa 1     | 23.12km | Marcus Grönholm   | 13:24.2 | Marcus Grönholm |
| 2 (15 LIS) | SS3     | 08:23    | Trawscoed 1   | 27.97km | Marcus Grönholm   | 16:36.5 | Marcus Grönholm |
| 2 (15 LIS) | SS4     | 11:29    | Brechfa 2     | 23.12km | odcinek anulowany | –       | Marcus Grönholm |
| 2 (15 LIS) | SS5     | 12:08    | Trawscoed 2   | 27.97km | Marcus Grönholm   | 16:52.6 | Marcus Grönholm |
| 2 (15 LIS) | SS6     | 15:28    | Rheola 1      | 27.95km | Marcus Grönholm   | 15:55.5 | Marcus Grönholm |
| 2 (15 LIS) | SS7     | 19:35    | Cardiff SSS 2 | 2.45km  | Petter Solberg    | 2:07.2  | Marcus Grönholm |
| 3 (16 LIS) | SS8     | 08:11    | Resolfen 1    | 54.69km | Marcus Grönholm   | 28:56.5 | Marcus Grönholm |
| 3 (16 LIS) | SS9     | 11:52    | Crychan 1     | 12.67km | Petter Solberg    | 7:03.6  | Marcus Grönholm |
| 3 (16 LIS) | SS10    | 12:21    | Halfway 1     | 17.28km | Richard Burns     | 9:50.8  | Markko Märtin   |
| 3 (16 LIS) | SS11    | 14:46    | Crychan 2     | 12.67km | Petter Solberg    | 7:07.1  | Markko Märtin   |
| 3 (16 LIS) | SS12    | 15:15    | Halfway 2     | 17.28km | Petter Solberg    | 9:59.9  | Markko Märtin   |
| 3 (16 LIS) | SS13    | 15:15    | Cardiff SSS 3 | 2.45km  | Petter Solberg    | 2:07.9  | Markko Märtin   |
| 4 (17 LIS) | SS14    | 07:41    | Resolfen 2    | 54.69km | Petter Solberg    | 28:49.4 | Petter Solberg  |
| 4 (17 LIS) | SS15    | 10:43    | Rheola 2      | 27.95km | Markko Märtin     | 15:49.6 | Petter Solberg  |
| 4 (17 LIS) | SS16    | 11:59    | Margam 1      | 27.93km | Petter Solberg    | 16:12.3 | Petter Solberg  |
| 4 (17 LIS) | SS17    | 14:06    | Margam 2      | 27.93km | Petter Solberg    | 16:06.1 | Petter Solberg  |

## Klasyfikacja końcowa sezonu 2002
Tabele przedstawiają tylko pięć pierwszych miejsc.

### Kierowcy
| Lp. | Kierowca        | Pkt |
| --- | --------------- | --- |
| 1   | Marcus Grönholm | 77  |
| 2   | Petter Solberg  | 37  |
| 3   | Carlos Sainz    | 36  |
| 4   | Colin McRae     | 35  |
| 5   | Richard Burns   | 34  |

### Producenci
| Lp. | Producent           | Pkt |
| --- | ------------------- | --- |
| 1   | Peugeot Total       | 165 |
| 2   | Ford Rallye Sport   | 104 |
| 3   | 555 Subaru WRT      | 67  |
| 4   | Hyundai Castrol WRT | 10  |
| 5   | Škoda Motorsport    | 9   |